# リョウマエビ

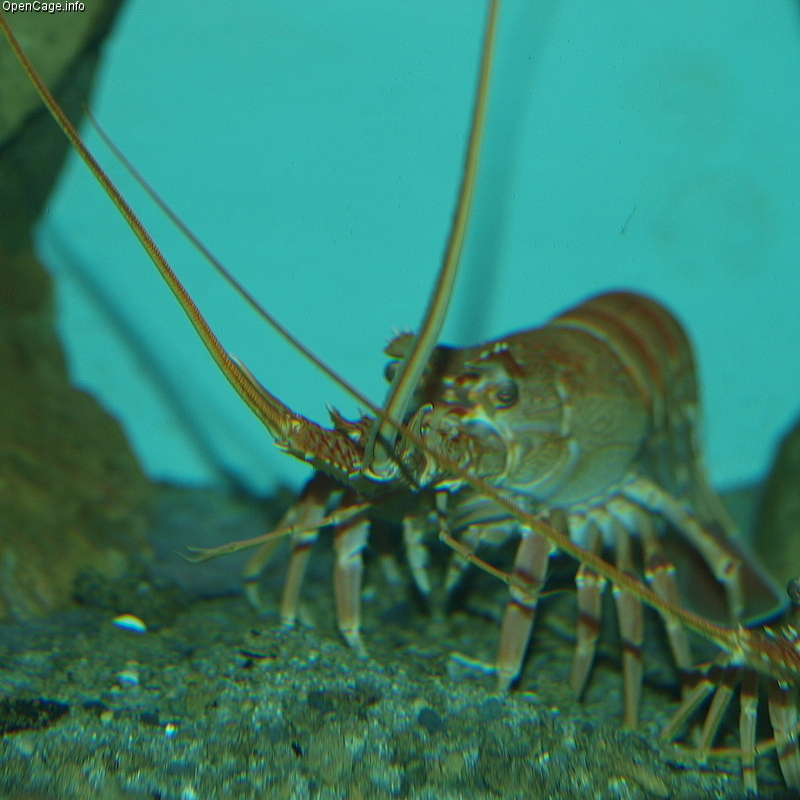

リョウマエビ（龍馬海老、学名: Justitia japonica）は、イセエビ科に分類されるエビの一種。イセエビに似た大型種で、インド太平洋の沿岸域で稀に捕獲される。和名は坂本龍馬に由来する。

## 特徴
成体の体長は最大25cmほどで、イセエビと同等かやや小さい。体色は全身がほぼ一様な淡褐色をしている。第1歩脚が大きく発達し、先端は鋏に変化しているが、先端の可動指が極端に大きく、ロブスターやアカザエビ等のように2つの爪の大きさが揃っていないため、よく「不完全な鋏脚」と表現される。
甲の表面は毛が少なく平滑だが、頭胸甲と第6腹節（尾扇の前）は鱗状の彫刻に覆われ、頭胸甲後半部では鱗状彫刻が横向きに並ぶ。さらに第1-5腹節の背面にはそれぞれ4-7本の細い横溝が走り、背面の大部分に横溝が刻まれた特徴的な外見をしている。
複眼の上には大きな「眼上棘」がある。イセエビ科の眼上棘は前方に湾曲した円錐状で枝分かれしないのが普通だが、リョウマエビ属の眼上棘は上面に鋸歯状の棘が3つ並び、シカの角にも例えられる。頭部周辺にも多数の棘があり、特に第2触角つけ根の外側には大きな平たい棘が1本突き出る。また、腹節の両縁には下向きの鋭い鉤状の棘が1本ある。

### 生態
個体数は少ないが、マダガスカル、モーリシャス、南西諸島、小笠原諸島、土佐湾から駿河湾にかけての四国・本州南部沿岸などで記録されており、インド太平洋の熱帯海域に広く分布すると考えられる。
水深40-200mと、やや深場の岩礁域に生息し、たまにイセエビ用の刺し網などにかかって漁獲される。珍しいエビなので捕獲されたものは水族館などで飼育される。

## 分類
甲殻類研究者で東京水産大学（現・東京海洋大学）教授だった久保伊津男によって、1955年に新属新種 Nupalirus japonicus として報告された。この時、久保は土佐湾（下川口町沖）の水深200mで採集した個体に基いて記載したため、土佐出身の志士・坂本龍馬に因んだ和名をつけた。その後Gordon（1960年）によって、1946年にHolthuis が設定したJustitia 属にまとめられたが、2009年には再び分離され、元の学名に戻された。
イセエビ漁の盛んな周辺各地でも捕獲されることがわかり、特に土佐湾に限った種類ではないことが判明したが、イセエビとはまた違った形態をもつため、このエビに相応しい和名だとする向きもある。